# Metazygia keyserlingi
Metazygia keyserlingi är en spindelart som beskrevs av Banks 1929. Metazygia keyserlingi ingår i släktet Metazygia och familjen hjulspindlar. Inga underarter finns listade i Catalogue of Life.